# Log pod Mangartom
Log pod Mangartom – wieś w Słowenii, w gminie Bovec. W 2018 roku liczyła 128 mieszkańców.